# 英商洋行
29°53′02.8″N 121°33′30.1″E / 29.884111°N 121.558361°E
英商洋行位于浙江省宁波市江北区中马路170号，是宁波江北岸一座近代西式建筑。建筑北靠中马路，面朝甬江，高两层，面阔七间，上下两层各有7个拱券。该建筑1875年时为沙逊洋行经营场所，1890年前后为宁顺洋行经营场所。1911年起，该建筑先后成为五家银行的经营场所:120。2019年英商洋行曾进行修缮，2023年9月1日被列入宁波市文物保护单位。